# ゆるしゃち
『ゆるしゃち』は、メ〜テレ制作のミニ番組。同局では、2013年4月6日（5日深夜）に放送開始され、2017年3月24日の第147回放送をもって一旦放送終了となり、4月21日からは同枠で『黒鯱』としてリニューアルされた。

## 概要
チームしゃちほこ初のレギュラー冠番組で東海地方から新しいムーブメントを作るため、毎回ゆる〜いテーマにチャレンジする。また、番組の裏テーマは「ゆるチャレ」で、毎回「作る」・「遊ぶ」・「試す」を取り入れたテーマとなっている。
番組のマスコットキャラクターはアメリカノースカロライナ州出身の双子のオカマでピーナッツの妖精「キャサリン&バネッサ」。番組中にも登場し、しゃちほこメンバーとトークを展開する。このほか、番組中盤にはライブ映像と共にチームしゃちほこの紹介や告知のテロップが流れる。
なお、公式ホームページ上ではWeb限定動画が公開されており、撮影風景などを垣間見ることができる。
また、CSのエンタメ〜テレでは、2013年6月より地上波では放送されなかった未公開シーンなどを加えた『ゆるしゃち ディレクターズカット』を放送しているほか、会員有料サイトのメ〜テレPLUSやテレ朝動画、Hulu、ひかりTVでも有料配信されている。

## 放送時間
- 毎週土曜1:34 - 1:44（金曜深夜） (JST)

※2013年8月14日（13日深夜）に放送された「ゆるしゃちSP〜まだまだ泣きまセンチュリー〜」については水曜日の1:20 - 1:50（火曜日深夜）に放送。放送時間も通常10分から30分に拡大された。
※2014年9月21日（20日深夜）に放送された「ゆるしゃち武道館SP〜ひまつぶしちゃいました!〜」については日曜日の0:55 - 1:55（土曜日深夜）に放送。放送時間も通常10分から60分に拡大された。
- 『朝まで生テレビ!』（テレビ朝日制作）の放送日に当たる場合は放送休止。

## 出演者
- チームしゃちほこ - 毎回3名が出演（初回のみ全員出演）
  - 秋本帆華
  - 咲良菜緒
  - 伊藤千由李
  - 坂本遥奈
  - 安藤ゆず
  - 大黒柚姫
- キャサリン&バネッサ（声の出演）
  - キャサリン（くるわ大介[3]）
  - バネッサ（田中宏宜[4]）

## 特別番組
2015年（平成27年）7月7日・14日に『ゆるしゃちSP「ケッタで行こまい!」』前後編が放送された。放送時間は1:25 - 1:56（30分）の拡大放送。
番組内容は、チームしゃちほこがA班とB班の2手に分かれ自転車で名古屋市内を横断するというもので、番組初のロケ企画となった。

## スタッフ
- ナレーター : 神取恭子（メ〜テレアナウンサー）
- 協力 : スターダストプロモーション、勝鬨スタジオ、ワーナーミュージック・ジャパン
- キャラクターデザイン : 矢立恭
- 演出 : 湯川敬介、豊永一宏、松本浩宣、住田祐二、鹿島庄三郎
- 企画・GP : 野村裕
- 制作協力 : 名古屋テレビ映像、サンデーフォークメディア
- 制作著作 : メ〜テレ

## 放送局
| 放送対象地域 | 放送局           | 系列           | 放送日時                                       | 備考                                           |
| ------------ | ---------------- | -------------- | ---------------------------------------------- | ---------------------------------------------- |
| 中京広域圏   | 名古屋テレビ放送 | テレビ朝日系列 | 土曜 1:34 - 1:44 （金曜深夜、2013年4月6日 - ） | 製作局                                         |
| 埼玉県       | テレビ埼玉       | 独立UHF局      | 土曜 23:35 - 23:45 （2016年4月2日 - ）         | 2016年4月2日からレギュラー放送を開始。         |
| 神奈川県     | テレビ神奈川     | 独立UHF局      | 木曜 2:00 - 2:10 （水曜深夜、2017年4月6日 - ） | 2017年4月6日からレギュラー放送を開始。（予定） |

- 「ゆるしゃち武道館SP〜ひまつぶしちゃいました!〜」については、長崎文化放送と青森朝日放送でも2015年1月に遅れネットで放送。

## 番組DVD
- チームしゃちほこの『ゆるしゃち』1（2014年3月26日、ワーナーミュージック・ジャパン）
- チームしゃちほこの『ゆるしゃち』2（2014年3月26日、ワーナーミュージック・ジャパン）
- チームしゃちほこの『ゆるしゃち』3（2014年3月26日、ワーナーミュージック・ジャパン）
- チームしゃちほこの『ゆるしゃち』4（2014年9月24日、ワーナーミュージック・ジャパン）
- チームしゃちほこの『ゆるしゃち』5（2014年9月24日、ワーナーミュージック・ジャパン）
- チームしゃちほこの『ゆるしゃち』6（2015年7月8日、ワーナーミュージック・ジャパン）
- チームしゃちほこの『ゆるしゃち』7（2015年7月8日、ワーナーミュージック・ジャパン）
- チームしゃちほこの『ゆるしゃち』8（2015年7月8日、ワーナーミュージック・ジャパン）
- チームしゃちほこの『ゆるしゃち』9（2016年8月26日、ワーナーミュージック・ジャパン）
- チームしゃちほこの『ゆるしゃち』10（2016年8月26日、ワーナーミュージック・ジャパン）
- チームしゃちほこの『ゆるしゃち』11（2016年8月26日、ワーナーミュージック・ジャパン）
- チームしゃちほこの『ゆるしゃち』12（2017年7月19日、ワーナーミュージック・ジャパン）
- チームしゃちほこの『ゆるしゃち』13（2017年7月19日、ワーナーミュージック・ジャパン）
- チームしゃちほこの『ゆるしゃち』14（2017年7月19日、ワーナーミュージック・ジャパン）
- チームしゃちほこの『ゆるしゃち』15（2017年7月19日、ワーナーミュージック・ジャパン）
- ゆるしゃちSP「ケッタで行こまい!」（2016年1月22日、SDP）